# Schachweltmeisterschaft der Frauen 1978
Bei der Schachweltmeisterschaft der Frauen 1978 endete nach 16 Jahren die Vorherrschaft der Georgierin Nona Gaprindaschwili. Sie unterlag im WM-Match der ebenfalls aus Georgien stammenden Maia Tschiburdanidse.

## Interzonenturniere
Erstmals waren zwei Interzonenturniere mit 14 bzw. 12 Teilnehmerinnen vorgesehen, die sich zuvor im regionalen Maßstab bei Zonenturnieren qualifiziert hatten. Aus jedem dieser Turniere erreichten drei Spielerinnen die Kandidatenwettkämpfe.

## Kandidatenturnier
Das Kandidatenturnier wurde erstmals mit acht Spielerinnen ausgetragen und also um ein Viertelfinale erweitert. Zu den sechs Qualifikantinnen aus den Interzonenturnieren kamen mit Nana Alexandria und Irina Levitina die beiden Kandidaten-Finalistinnen des vorigen WM-Zyklus hinzu.
Viertelfinale Lematschko – Achmilowskaja, Mai / Juni 1977 in Sofia
|                      | 1 | 2 | 3 | 4 | 5 | 6 | 7 | 8 | 9 | 10 | 11 | 12 | Punkte |
| -------------------- | - | - | - | - | - | - | - | - | - | -- | -- | -- | ------ |
| Tatjana Lematschko   | ½ | 0 | ½ | ½ | ½ | ½ | 1 | ½ | 1 | 0  | 0  | ½  | 5½     |
| Jelena Achmilowskaja | ½ | 1 | ½ | ½ | ½ | ½ | 0 | ½ | 0 | 1  | 1  | ½  | 6½     |

Viertelfinale Levitina – Kuschnir, Mai / Juni 1977 in Dortmund
|                | 1 | 2 | 3 | 4 | 5 | 6 | 7 | 8 | 9 | Punkte |
| -------------- | - | - | - | - | - | - | - | - | - | ------ |
| Irina Levitina | 0 | 0 | ½ | 0 | 0 | ½ | 1 | 1 | 0 | 3      |
| Alla Kuschnir  | 1 | 1 | ½ | 1 | 1 | ½ | 0 | 0 | 1 | 6      |

Viertelfinale Koslowskaja – Fatalibekowa, April / Mai 1977 in Sotschi
|                       | 1 | 2 | 3 | 4 | 5 | 6 | 7 | 8 | Punkte |
| --------------------- | - | - | - | - | - | - | - | - | ------ |
| Walentina Koslowskaja | 0 | 0 | ½ | ½ | 0 | ½ | ½ | 0 | 2      |
| Jelena Fatalibekowa   | 1 | 1 | ½ | ½ | 1 | ½ | ½ | 1 | 6      |

Viertelfinale Tschiburdanidse – Alexandria, April / Mai 1977 in Tbilissi
|                      | 1 | 2 | 3 | 4 | 5 | 6 | 7 | 8 | 9 | 10 | Punkte |
| -------------------- | - | - | - | - | - | - | - | - | - | -- | ------ |
| Maia Tschiburdanidse | ½ | 1 | 0 | ½ | 0 | 1 | ½ | ½ | 1 | ½  | 5½     |
| Nana Alexandria      | ½ | 0 | 1 | ½ | 1 | 0 | ½ | ½ | 0 | ½  | 4½     |

Halbfinale Achmilowskaja – Tschiburdanidse, September / Oktober 1977 in Tallinn
|                      | 1 | 2 | 3 | 4 | 5 | 6 | 7 | 8 | 9 | 10 | 11 | 12 | Punkte |
| -------------------- | - | - | - | - | - | - | - | - | - | -- | -- | -- | ------ |
| Jelena Achmilowskaja | 1 | 0 | ½ | 0 | ½ | 1 | ½ | ½ | 1 | 0  | 0  | ½  | 5½     |
| Maia Tschiburdanidse | 0 | 1 | ½ | 1 | ½ | 0 | ½ | ½ | 0 | 1  | 1  | ½  | 6½     |

Halbfinale Kuschnir – Fatalibekowa, September / Oktober 1977 in West-Berlin
|                     | 1 | 2 | 3 | 4 | 5 | 6 | 7 | 8 | 9 | 10 | Punkte |
| ------------------- | - | - | - | - | - | - | - | - | - | -- | ------ |
| Alla Kuschnir       | 1 | 1 | ½ | 0 | ½ | ½ | 0 | 1 | 1 | 1  | 6½     |
| Jelena Fatalibekowa | 0 | 0 | ½ | 1 | ½ | ½ | 1 | 0 | 0 | 0  | 3½     |

Kandidatenfinale Kuschnir – Tschiburdanidse, Januar 1978 in Bad Kissingen
|                      | 1 | 2 | 3 | 4 | 5 | 6 | 7 | 8 | 9 | 10 | 11 | 12 | 13 | 14 | Punkte |
| -------------------- | - | - | - | - | - | - | - | - | - | -- | -- | -- | -- | -- | ------ |
| Alla Kuschnir        | ½ | 0 | ½ | 0 | 0 | 1 | ½ | ½ | ½ | 1  | 0  | 1  | ½  | ½  | 6½     |
| Maia Tschiburdanidse | ½ | 1 | ½ | 1 | 1 | 0 | ½ | ½ | ½ | 0  | 1  | 0  | ½  | ½  | 7½     |

## Weltmeisterschaftskampf
Der Weltmeisterschaftskampf wurde vom 18. August bis 5. Oktober 1978 in Pizunda ausgetragen. Hauptschiedsrichter war Jaroslav Šajtar aus der Tschechoslowakei. Herausforderin Maia Tschiburdanidse konnte sich souverän gegen Weltmeisterin Nona Gaprindaschwili durchsetzen.
|                      | 1 | 2 | 3 | 4 | 5 | 6 | 7 | 8 | 9 | 10 | 11 | 12 | 13 | 14 | 15 | Punkte |
| -------------------- | - | - | - | - | - | - | - | - | - | -- | -- | -- | -- | -- | -- | ------ |
| Maia Tschiburdanidse | ½ | ½ | ½ | 1 | 1 | ½ | 0 | ½ | 1 | ½  | 0  | ½  | 1  | ½  | ½  | 8½     |
| Nona Gaprindaschwili | ½ | ½ | ½ | 0 | 0 | ½ | 1 | ½ | 0 | ½  | 1  | ½  | 0  | ½  | ½  | 6½     |